# Cosmas Michael Angkur
Cosmas Michael Angkur, né le 4 janvier 1937 à Lewur (province des Petites îles de la Sonde orientales, Indes orientales néerlandaises) et mort le 18 décembre 2024, est un prélat indonésien, évêque du diocèse de Bogor en Indonésie de 1994 à 2013.

## Biographie
Cosmas Michael Angkur est ordonné prêtre pour l'ordre des Frères mineurs le 14 juillet 1967. 

### Évêque
Le 10 juin 1994, le pape Jean-Paul II le nomme évêque de Bogor.
Atteint par la limite d'âge, il présente sa démission, qui est acceptée par le pape François le 21 novembre 2013.